# یونیون‌پی
یونیون‌پی (انگلیسی: UnionPay) شرکت دولتی خدمات مالی و بانکداری چینی است، که در سال ۲۰۰۲ تأسیس شد.